# 49382 Ліннокамото
49382 Ліннокамото ((49382) Lynnokamoto) — астероїд головного поясу, відкритий 12 грудня 1998 року. 